# Boeing Phantom Eye
El Boeing Phantom Eye fue un vehículo aéreo no tripulado propulsado por hidrógeno líquido de gran altura y larga autonomía (HALE), desarrollado por Boeing Phantom Works. El avión fue una propuesta de Boeing para cumplir la demanda de los militares estadounidenses de drones no tripulados diseñados para proporcionar trabajos de inteligencia y reconocimiento avanzados, impulsado por las condiciones de combate en Afganistán en particular. En agosto de 2016, el demostrador Phantom Eye fue desmontado para su exhibición en el Air Force Flight Test Museum.

## Desarrollo
El Phantom Eye fue una evolución del anterior éxito de Boeing con el Boeing Condor de motor de pistones, que estableció varios récords de altitud y autonomía a finales de los años 80. Boeing también estudió un mayor UAV HALE que puede volar más de 10 días y llevar cargas de pago de 900 kg o más; la compañía también trabajó en el UAV Phantom Ray como bancada volante de tecnologías avanzadas.
El sistema de propulsión del Phantom Eye completó exitosamente una prueba de 80 horas en una cámara de altitud el 1 de marzo de 2010; esto despejó el camino para que el sistema de propulsión y la célula se ensamblaran. Boeing trabajó estrechamente con Ball Aerospace, Aurora Flight Sciences, Ford Motor Co. y MAHLE Powertrain para desarrollar el Phantom Eye. El Phantom Eye fue revelado a la prensa en una ceremonia en las instalaciones de Boeing en San Luis, Misuri, el 12 de julio de 2010. El demostrador del Phantom Eye es un diseño a una escala del 60-70% de un sistema objetivo. Según Darryl Davis, presidente del grupo de conceptos avanzados Phantom Works de Boeing, el demostrador del Phantom Eye podría conducir a un sistema objetivo capaz de alcanzar una cobertura de 24 horas al día, siete días de la semana, de un área durante todo el año con tan sólo cuatro aviones.

### Pruebas de vuelo
El demostrador fue enviado al Centro Dryden de Investigaciones de Vuelo en la Base de la Fuerza Aérea Edwards, California, para realizar pruebas terrestres. Condujo a su primera prueba de carreteo a media velocidad allí el 10 de marzo de 2012, alcanzando velocidades de 56 km/h. Boeing declaró la prueba como un éxito, y que allanó el camino para el primer vuelo del avión, que se esperaba que durase 8 horas.
El Phantom Eye completó su primer vuelo el 1 de junio de 2012 en la Base de la Fuerza Aérea Edwards. Alcanzó una altura de 1219,2 m y una velocidad de 115 km/h durante 28 minutos. Su tren de aterrizaje se clavó en el lecho del lago seco durante el aterrizaje, y causó algún daño a la aeronave. El 6 de febrero de 2013, el Phantom Eye completó pruebas de carreteo en la Base de la Fuerza Aérea Edwards en preparación de un segundo vuelo. Instalado encima de un carro de lanzamiento, alcanzó velocidades de 74,03 km/h. En respuesta a la primera prueba de vuelo, los sistemas de vuelo autónomo fueron actualizados y el sistema de aterrizaje fue mejorado. El Phantom Eye completó su segundo vuelo el 25 de febrero de 2013, en la misma Base. Alcanzó una altitud de 2438,4 m a una velocidad de crucero de 115 km/h, durante 66 minutos. La segunda prueba de vuelo finalizó con un exitoso aterrizaje.
El 6 de junio de 2013, a Boeing se le concedió un contrato de 6,8 millones de dólares por parte de la Agencia de Defensa contra Misiles estadounidense, para instalar una carga no identificada en el demostrador Phantom Eye. Lo más probable es que la carga fuera un sistema de detección y seguimiento de largo alcance necesario para apuntar un láser. El cuarto vuelo del avión sucedió el 14 de junio de 2013, alcanzando una altitud de 6096 m durante 4 horas. El 14 de septiembre de 2013, su quinto vuelo alcanzó una altitud de 8534,4 m durante cerca de cuatro horas y media. Aunque las pruebas de vuelo fueron consideradas un éxito, las fuentes indican que las pruebas pretendían originalmente alcanzar los 12192 m de altitud. El quinto vuelo incorporó una carga de la Agencia de Defensa contra Misiles. El sexto vuelo se produjo el 6 de enero de 2014, y duró 5 horas, más largo que cualquier vuelo anterior.
En febrero de 2014, el Phantom Eye fue promocionado al estatus experimental por el 412th Operations Group de la Fuerza Aérea por recomendación del Centro Dryden de Investigaciones de Vuelo de la NASA. El avión había realizado seis vuelos de pruebas por entonces y cumplía con los criterios de seguridad de la NASA. La clasificación como experimental por el Centro de Investigaciones de la USAF significó que ya no estaría restringido su vuelo sobre la Base Edwards y que podría trasladarse a un campo de pruebas a varias millas para probar las capacidades de autonomía y altitud. En los siguientes meses, Boeing planeó probar el demostrador para alcanzar su deseada altura operativa de 18000 m y aumentar su autonomía; se planeó construir un Phantom Eye operativo a tamaño real para alcanzar la meta de una autonomía de vuelo de 7 a 10 días si tenía éxito.
El noveno vuelo del demostrador sucedió en 2014, durante 8-9 horas a 16459,2 m, después fue almacenado en el Centro Dryden de Investigaciones de Vuelo de la NASA. Boeing buscó oportunidades en los sectores militar o comercial para continuar el desarrollo. Inicialmente lanzado como un sustituto de satélite de alto vuelo para vigilancia terrestre o relé de comunicaciones, la compañía investigó si un láser de estado sólido se podía montar como defensa contra misiles; un láser de estado sólido se deseaba por encima de uno químico, como el usado por la anterior Bancada de Láser Aerotransportado YAL-1 de Boeing, porque hay una cola logística más corta y es necesario menos tiempo para recargar y refrigerar.

### Exhibición en museo
El 17 de agosto de 2016, la Fuerza Aérea transfirió el desmontado demostrador del Phantom Eye para su montaje y renovación para ser puesto en exhibición en el Centro de Prueba en Vuelo de la Fuerza Aérea de la Fuerza Aérea. Boeing había mantenido conversaciones con organizaciones militares y comerciales con la esperanza de volver a poner el avión en servicio tras los vuelos de prueba que habían concluido en septiembre de 2014, pero no había tenido éxito. La compañía había deseado construir una versión mayor en un 40 % que podría permanecer en vuelo durante 10 días con 450 kg de carga o siete días con una carga de 900 kg, pero la retirada del prototipo deja esa perspectiva poco clara.

## Diseño
El demostrador Phantom Eye tenía una envergadura de 46 metros. Boeing declaró que podría volar hasta cuatro días seguidos a altitudes de 19812 m. Boeing también declaró que el demostrador Phantom Eye era capaz de llevar una carga de 204,12 kg y poseía una velocidad de crucero de 277,8 km/h. El Phantom Eye no lleva armamento y está destinado a "inteligencia y vigilancia persistente".

### Propulsión
Cada uno de los dos sistemas de propulsión consistía en motores modificados Ford de 2,3 litros, caja reductora, y hélice de 4 palas. Los motores fueron diseñados originalmente para su uso en algunos modelos del coche de gasolina Ford Fusion. Para ser capaz de funcionar el la atmósfera pobre en oxígeno a 19812 m, los motores presentaban un sistema de turbosobrealimentadores múltiple que comprime ese aire disponible de baja densidad y reduce la firma calórica infrarroja emitida para aumentar sus propiedades furtivas. Los motores, que proporcionaban 150 hp a nivel del mar, fueron modificados para ser capaces de funcionar con hidrógeno. El departamento de mercado de Boeing declaró que esto haría al avión económico y "verde" de operar, ya que el único subproducto sería el agua.

### Otras funciones
Aunque la función principal del Phantom Eye era la vigilancia aerotransportada, Boeing lo lanzó como un relé de comunicaciones para la Armada de los Estados Unidos. Tendría una función en la Armada sin ocupar espacio en un portaaviones con el reconocimiento a larga distancia todavía proporcionado por el MQ-4C Triton. Un par de Phantom Eye, uno relevando al otro tras días de vuelo constante, podrían proporcionar a la Armada comunicaciones continuas de largo alcance.

## Especificaciones

### Características generales
- Carga: 226 kg
- Longitud: 20 m
- Envergadura: 46 m
- Altura: 2,5 m
- Peso máximo al despegue: 4445 kg
- Planta motriz: 2× motor lineal Ford de 2,3 litros modificado.
  - Potencia: 111,85 kW (150 hp) cada uno.

### Rendimiento
- Velocidad nunca excedida (Vne): 370,4 km/h
- Velocidad crucero (Vc): 277,8 km/h
- Alcance: 18520 km (4 días a 19812 m)
- Techo de vuelo: 19812 m (65000 pies)